# Campbell (Minnesota)
Campbell – miasto w Stanach Zjednoczonych, w stanie Minnesota, w hrabstwie Wilkin.